# Вотяков, Леонид Иванович
Леони́д Ива́нович Вотяко́в (18 февраля 1932, Уртма, Нижегородский край — 9 апреля 2018, Оренбург) — бригадир проходчиков Гайского горно-обогатительного комбината, Герой Социалистического Труда.

## Биография
Родился в 1932 году в селе Уртма в русской крестьянской семье.
С 1944 года работал бригадиром полеводов в Уртме. В 1952—1955 годы служил в Советской армии.
С 1955 года работал проходчиком в Кировграде (Свердловская область) на медеплавильном комбинате; одновременно окончил вечернюю школу и индустриальный техникум. Был принят в КПСС.
С 1960 года — шахтёр, затем бригадир проходчиков подземного рудника Гайского горно-обогатительного комбината. В 1966 году с А. Н. Сакадиным выступил инициатором социалистического соревнования за досрочное выполнение заданий пятилетки. Указом Президиума Верховного Совета СССР от 30 марта 1971 года удостоен звания Героя Социалистического Труда с вручением ордена Ленина и золотой медали «Серп и Молот».
С 1973 года — горный мастер подземного рудника, с 1976 — заместитель директора рудника «50 лет Октября» Гайского ГОК. В 1990—2002 годы — заместитель по общим вопросам генерального директора Гайского завода по обработке цветных металлов «Сплав».
Избирался депутатом (от Оренбургской области) Верховного Совета РСФСР 8-го (1971—1975) и 9-го (1975—1980) созывов. Делегат XXIII (1966) и XXIV (1971) съездов КПСС.
Вышел на пенсию в 2002 году. С 2013 года входил в состав Совета старейшин при губернаторе Оренбургской области был заместителем председателя Совета Героев Оренбуржья.
Умер в Оренбурге 8 апреля 2018 года.

## Награды
- орден Трудового Красного Знамени (20.5.1966)
- Герой Социалистического Труда (орден Ленина и медаль «Серп и Молот»; 30.3.1971) — за выдающиеся заслуги, достигнутые в развитии цветной металлургии
- медали
- почётный гражданин города Гай[2].